# Corymborkis veratrifolia
Corymborkis veratrifolia là một loài thực vật có hoa trong họ Lan. Loài này được (Reinw.) Blume mô tả khoa học đầu tiên năm 1859.